# Owszem
Owszem – debiutancka płyta zespołu Zmaza.

## Lista utworów
1. Biorę
2. Dupek
3. Idol
4. Co się tak gapisz?
5. Stało się (feat. Miodu)
6. Jah
7. Sam na sam
8. Wstyd
9. Nie chcę
10. Bond

## Twórcy
- Piotr "Młody" Gmur - gitara, wokal, teksty
- Sylwek "Szadok" Szade - gitara basowa
- Marcin "Sopel" Sobkowski - perkusja